# Valari
Valari (množina u Tolkienovom izvorniku je Valar, jednina Vala) izmišljeni su likovi Tolkienove mitologije. Po prvi put se spominju u Gospodaru prstenova, ali su u Silmarillionu (objavljenom postumno od materijala napisanog većinom prije Gospodara prstenova) predstavljeni kao Sile Arde ili Sile svijeta. Oni su anđeoske vlasti, Ainuri, oni koji su izabrali poći na Svijet (Ardu) kako bi dovršili njegovo oblikovanje nakon što je utemeljen Pjevom Ainura (Ainulindalë).

## Podrijetlo i djela
Eru Ilúvatar na samom početku stvara Ainure koji su izdanci njegove misli. Ilúvatar objavljuje svoju veliku viziju napjevom:
... u kojem im ukaza krasnije i veličajnije stvari nego ikad dotada... — Pjev Ainura, Silmarillion (prema prijevodu Tajane Pavičević).
Taj Svijet, skrojen prema njegovim zamislima i ostvaren kroz Ilúvatarov napjev, pažljivo su oblikovali Ainuri svaki prema vlastitom jedinstvenom poimanju. Niti jedan Ainu (jednina od Ainur) nije razumio čitav Ilúvatarov napjev nego je svaki obradio vlastiti dio, pjev planina i podzemlja, primjerice, iz teme za metale i kamenje. Teme Ilúvatarova napjeva su obrađene te su Ainuri dodali stvaralačke dijelove kako bi svoje vlastite spojili s napjevima ostalih Ainura. Melkor, međutim, dodaje vlastite dijelove koji su bili disonantni i nisu se slagali s Ilúvatarovim zamislima negu su izlazili iz zavisti i htijenja da poveća vlastiti udio u napjevu, a ne iz Ilúvatarova nadahnuća.
Pošto je Pjev dovršen, uključujući isprepletenu Melkorovu zavist, Ilúvatar je Ainurima ponudio izbor - prebivati s njim ili ući u svijet koji su zajednički stvorili. Oni koji su izabrali ući u svijet postali su poznati kao Valar (Valari), sile 'Arde', premda su vilenjaci općenito ovaj izraz koristili samo za najmoćnije među njima. Niže Valare nazivali su Maiarima. Među Valarima su bili neki od najsnažnijih i najumnijih Ainura, uključujući Manwëa, Poglavara Valara, a također i Melkora, njegova brata. Njih dva razlikuju se po "nesebičnoj ljubavi" Manwëa prema Ilúvatarovu napjevu i "sebičnoj ljubavi" Melkora prema sebi samom i nikome drugome - a ponajmanje prema Ilúvatarovoj djeci, nakon što su Valari upoznali vilenjake i ljude.
Melkor (kasnije prozvan "Morgoth", 'Crni neprijatelj') prvi je stigao na Svijet, uzrokujući metež gdjegod bi se pojavio. Nakon što su ostali došli, uvidjeli su da će Melkorova prisutnost uništiti cjelovitost Ilúvatarova napjeva. Naposljetku, i uz pomoć Vale Tulkasa, koji je posljednji ušao na Ardu, Melkor je privremeno zbačen, a Valari su počeli oblikovati svijet i stvarati ljepotu nasuprot tami i ružnoći Melkorove disonantne buke.
Valari su u početku boravili na otoku Almarenu u središtu svijeta, nakon razaranja i gubitka simetrije svijeta otišli su na zapadni kontinent Aman gdje su utemeljili Valinor. Rat s Melkorom nastavio se: Valari su ostvarili mnoge čudesne varijacije Ilúvatarova veličanstvenog napjeva, dok je Melkor usmjerio svu svoju snagu u izopačivanje okrutnih bića poput Balroga, Zmajeva i Orka. Melkorova najgroznija djela su razaranje Dviju Svjetiljki te izvornog doma Valara, otoka Almarena. Nakon toga Melkor je uhvaćen i Mandosovom čvrstoćom okovan mnoge vjekove, sve dok mu Manwë nije oprostio.
Dolaskom Vilenjaka na svijet i kasnije u Valinor započinje nova mijena u namjesništvu Valara. Na poziv Vlara mnogi vilenjaci napuštaju Međuzemlje i istočni kontinent prema Zapadu gdje su Valari usredotočili svoje stvaralaštvo. Ondje su stvorili Dva Stabla njihovu najveću radost jer su osvjetljavala ljepotu Valinora i sviđala se vilenjacima.
Međutim, Melkor je nahuškao Ungoliant da uništi Stabla. Fëanor, Vilenjak Noldor, sa svom brižnom vještinom i ljubavlju uhvatio je svjetlost Dvaju Stabala u Silmarile, najveće dragulje ikad stvorene. Melkor je Fëanoru ukrao Silmarile i ubio njegova oca Finwëa, poglavicu Noldora u Amanu te nakon toga izbjegao u Međuzemlje. Mnogi su se Noldori usprkos volji Valara zakleli na osvetu i započeli potjeru. Ovaj događaj je s otrovnim Melkorovim riječima posijao nepovjerenje među vilenjacima što je većinu Noldora odvelo u progonstvo u Međuzemlje. Valari su zatvorili Valinor kako se nebi mogli vratiti.
Tijekom Drugog doba glavna djela Valara bila su stvaranje Numenora za utočište Edaina kojima je bio uskraćen pristup Amanu dok im je istovremeno dodijeljeno upravljanje ostatkom svijeta. Sad su Valari, uključivši Ulma, ostavši izdvojeni iz Međuzemlja, omogućili uzdizanje Morgothova sluge Saurona kao novog Gospodara Tame. Pri kraju Drugog Doba Sauron je potaknuo Númenórejce da napadnu sam Aman.
Nato Manwë s Planine zazva Ilúvatara, a u to vrijeme Valari prekinuše svoju vladavinu nad Ardom.
Akallabêth, Silmarillion.(prema prijevodu Tatjane Pavičević)
Akallabêthom, završava razaranje Númenora, Aman je uklonjen sa zemlje (iako ne i iz Svijeta, jer su do njega još uvijek mogli doploviti vilenjački brodovi). U Trećem dobu Valari šalji Istare (ili Čarobnjake) u Međuzemlje kako bi pomogli u borbi protiv Saurona.

## Popis Valara
Ovo su imena i osobine Valara kako su bili poznati Eldarima u Amanu. U Međuzemlju, su bili poznati po drugim imenima sindarinskog porijekla; primjerice Vardu su nazivali Elbereth. ljudi su ih poznavali pod drugim imenima te ponekad štovali kao bogove. S iznimkom Oromëa, imena popisana niže nisu prava imena nego prije naslovi: prava imena Valara nisu nigdje zapisana. Muški se nazivaju "Gospodari Valara"; a ženske "Kraljice Valara" ili Valier.
Aratari (kvenjski: Uzvišeni) osmorica su najvećih među Valarima: Manwë, Varda, Ulmo, Yavanna, Aulë, Mandos, Nienna, i Oromë. Lórien i Mandos su braća, a zajednički naziv im je Fëanturi ili "Vladari Duhova".

### Vladari

#### Manwë
Kralj je Valara, muž Varde Elentári i kralj Arde. Prebiva na vrhu planine Taniquetil, najviše planine svijeta, u dvoranama Ilmarina. Služe mu vjetar i zrak, gospodar je zraka, vjetra i oblaka na Ardi. Najplemenitiji je i najveći autoritet među Ainurima te najveći među Aratarima. Najdraži je Ilúvataru i najbolje poznaje njegove naume.

#### Ulmo
Gospodar Voda. Za razliku od drugih Valara nema družbenice ni trajnog prebivališta. Živi u dubinama oceana i rijetko dolazi u Međuzemlje izuzev velike potrebe. Jedan je od glavnih tvoraca Arde. Po snazi drugi do Manwëa.

#### Aulë
Yavannin muž, gospoduje tvarima koje sačinjavaju Ardu i svim umijećima koji ih oblikuju. Stvorio je patuljke koji ga zovu Mahal, Stvoritelj. Tijekom Glazbe Ainura bavio se fizičkim stvarima od kojih je Arda načinjena; kad je Eru Ilúvatar oživotvorio napjeve Ainura, njegova je glazba postala kopno Međuzemlja. Negovi ostali radovi uključuju Angainor (lanac kojim je svezan Melkor, Dvije Svjetiljke te plovila Sunca i Mjeseca.

#### Oromë
Nessin brat i Vánin muž, također poznat kao Araw na sindarinskom, Aldaron ("Gospodar Drveća"), Arum, Béma, Arāmē, Lovac Valara te Veliki Jahač. Tijekom Godina Drveća, nakon što je većina Valara napustila Međuzemlje i skrila se u Blaženom kraljevstvu Aman, Oromë je još ponekad jahao na svom konju Naharu u lov šumama Međuzemlja. Tako da je on prvi pronašao vilenjake u Cuiviénenu. Iako neki kažu da je prije njega Vilenjake pronašao Melkor i u srca im unio strah od tame.

#### Mandos
Stariji od dvojice vladara duhova (Fëantura: Mandosa i Loriena, što su imena njihovih prebivališta, dok su im prava imena: Námo i Irmo). Sudac Mrtvima i Gospodar Usuda. Glavni je Manwëov savjetnik i čuvar duša vilenjaka. Vairë Tkalja, njegova je supruga. Mandosa opisuju kao neumoljiva i nepristrana suca koji nikad ništa ne zaboravlja.

On je Vala Koji je prokleo Noldore kad su napuštali Aman, također je bio protiv dopuštanja njihova povratka. Ali za razliku od Morgotha, njegove presude nisu okrutne niti osvetoljubive. One su, jednostavno, Eruova volja, a izriče ih jedino na Manwëovu molbu. Samo je jednom osjetio sažaljenje, kad je Lúthien pjevala o boli koju su ona i njena ljubav Beren iskusili u Beleriandu.

#### Lórien
Mlađi od dvojice vladara duhova (Fëantura: Mandosa i Loriena, što su imena njihovih prebivališta, dok su im prava imena: Námo i Irmo). Gospodar je Vizija i Snova. Njegovi Vrtovi Lóriena u zamlji Valara, gdje obitava sa svojoj suprugom Estë, najljepše je mjesto na svijetu ispunjeno mnogim dušama. Svi stanovnici Valinora nalaze odmor i osvježenje na česmama Irma i Estë.

#### Tulkas
Najsnažniji Vala, zvan i Astaldo, Hrabri. Posljednji je od Valara stigao na Ardu i pomogao svrgnuti Melkora nakon razaranja Dviju Svjetiljki. On je hrvač i najviše ljubi natjecanja u snazi. Muž je Nessin, a teško ga je razljutiti, ali sporo zaboravlja; zbog čega se suprotstavio oslobađanju Melkora iz uzništva.

### Kraljice

#### Varda
Zvijezdana gospa, Manwëova supruga, nazvana Elentári na kvenjskom i Elbereth Gilthoniel na sindarinskom. Ona je zapalila prve zvijezde prije nego što su Ainuri sišli na svijet te ih je kasnije orosila zlatom i srebrom Dvaju Stabala. Melkor se nje bojao i mrzi ju najviše jer ga je odbila prije Vremena.

#### Yavanna
Kementári, Kraljica Zemlje i Aulëova supruga. Načinila je Dva Stabla i Olvare i Kelvare (biljke i životinje). Ona je zatražila stvaranje Enta jer je strahovala za sigurnost drveća kad je njen suprug stvorio patuljke. Dvije Svjetiljke načinjene su na Aulëov i Yavannin zahtjev, a njihovo svjetlo proklijalo je sjeme koje je ona posijala. Nakon što je Melkor uništio Dvije Svjetiljke, a Valari su se povukli u Aman, Yavanna je pjevom stvorila Dva Stabla Valinora.

#### Nienna
Gospa suosjećanja i sažaljenja, sestra Mandosova i Lorienova. Bila je Gandalfova učiteljica. Ona neprestano suosjećajući oplakuje. Međutim, njene suze su iscjeljujuće i milosrdne, a ne tuge, i često imaju moć. Primjerice, svojim suzama zalila je Dva Stabla i kasnije isprala Ungoliantinu nečistoću s njih kad su uništena. Bila je za puštanje Melkora nakon njegove kazne jer nije mogla vidjeti njegovu zlu narav. Nema supružnika.

#### Estë
Poznata kao "iscjeliteljica rana i umora". Njeno ime znači Počinak. "Odijelo joj je sivo, a njen dar odmor". Supruga je Irmova i živi s njim u Vrtovima Lóriena u Valinoru. Danju spava na otoku u lorienskom jezeru.

#### Vairë
Nazvana Tkalja, vjenčana je za Námoa, i s njim živi u Mandosu. Ona tka priču svijeta u svojim tapiserijama, koje su rasprostrte širom Mandosovih dvora.

#### Vána
Prozvana Kraljicom Cvjetajućeg cvijeća i Uvijek mladom. Mlađa je Yavannina sestra i Oromëova žena. "Svo cvijeće pomalja se kad ona prolazi i otvara čim ona prođe; a sve ptice za njen dolazak pjevaju." Ona obitava u vrtovima ispunjenim zlatnim cvijećem, a često prolazi Oromëovim vrtovima. Tolkien je o njoj napisao da je "'najsavršenija' oblikom i osobinama (dakle 'sveta' ali ne veličanstvena ili uzvišena), predstavljajući prirodno neusporedivo savršen oblik živog bića".

#### Nessa
Imenovana Plesačicom. Tulkasova je žena čuvena po okretnosti i brzini, sposobna prestići jelena u potjeri, ali i po ljubavi za ples na uvijek zelenim livadama Valinora.

### Ostali

#### Melkor
Prvi Gospodar Tame. Njegovo ime znači "onaj koji se uzdiže u moći". Prvi je Ainur kojeg je Eru Ilúvatar stvorio. Izvorno je bio duhovni brat Manwëov i najmoćniji Vala, jer je posjedovao sve dijelove Eruove misli, dok su ostali posjedovali samo neke. Okrenuo se zlu, a u Valinor je odveden u lancu Angainoru nakon Buđenja Vilenjka u Cuiviénenu, gdje je ostao tri doba. No, nakon trovanja Dvaju Stabala i krađe Silamrila, bježi iz Valinora. Više se ne ubraja među Valare, a Fëanor, jedan od vođa Noldora, naziva ga "Morgoth Bauglir", Crni neprijatelj, kako je bio poznat u Međuzemlju nakon toga. Protjeran je s Arde na kraju Gnjevnog rata.

## Odnosi Valara
Ilúvatar je Valarima (i svim Ainurima) dao život svojom mišlju te se stoga može smatrati njihovim ocem. Ipak, nisu svi Valari braća, to se ponekad podrazumieva jer su svi bili "u mislima Ilúvatara".
Valari su prvi ulazili u brak što su kasije preuzeli vilenjaci; svi su Valari imali supružnike, izuzevši Niennu, Ulma i naravno, Melkora. Ipak, samo je jedan brak Valara sklopljen na Svijetu, onaj Tulkasa i Nesse nakon razaranja Dviju Svjetiljki.

## Koncept i stvaranje
U Knjizi izgubljenih pripovijesti (najraniji oblik Tolkienova legendarija), o Valarima se često govori kao o "Bogovima" što naznačuje politeistički sustav Tolkienove prvotne kozmologije i kozmogonije. Međutim, Ilúvatar je prisutan kao vrhovni Bog Tvorac koji stvara Valare i jasno je naznačen bićem višeg reda. Stoga se čini nejasnim jesu li Valari zaista bogovi ili ih takvima smatraju narodi Arde. U svakom slučaju, Tolkien je napustio ovakav opis Valara, definirajući ih jednostavno "Silama" u svim kasnijim radovima.
U Knjizi izgubljenih pripovijesti, Mandos se zove Vefantur, a njegovi dvori Ve. Žena mu je bila Fui, koju možemo usporediti s Niennom (iako u tom kontekstu nisu bili oženjeni). On je sudio vilenjacima, dok je Fui sudila ljudima. U drugom tomu Turina i Nienor vratio je iz svojih dvora u svijet.
U Tolkienovim najranijim radovima pojavila se i drugačija Kraljica. U Knjizi izgubljenih pripovijesti, bila je vilenjakinja s otoka Tol Eressëa. Gdje ona i njen suprug Lindo pričaju priče ljudskom pomorcu Ælfwineu koje će postati Silmarillion. Moguće je da je njena uloga pripovjedačice utjecala na izbor imena Vale odgovornog za zapisivanje pripovijesti.
U Izgubljenim pripovijestima postoje još dva Valara, Makar i Meássë, koji su zauzimali uloge jednake bogovima rata klasičnih mitova. U kasnijim Tolkienovim djelima ovi su likovi napušteni.

## Valarski jezik

### Vanjska povijest
Tolkien je u početku odlučio da će Valarin, ime jezika Valara na kvenjskom, biti protojezik vilenjaka. Jezik kojem je Oromë poučio vilenjake koji do tad nisu imali jezika. Zatim je razvio valarski s cjelokupnom gramatikom ranih 1930.-ih Deset godina nakon toga odlučio je napustiti zamisao pa je ovaj jezik postao primitivni kvenjski. Zatim je u osnovnim crtama začeo posve nov jezik za Valare koji je kvenjski bio također nazvan Valarin.

### Unutarnja povijest
Valari kao besmrtna duhovna bića mogu komunicirati mišlju pa nemaju potrebu govornog jezika, međutim, čini se da je valarski razvijen zbog pretpostavke da su uzimali fizička obličja, ljudima (ili vilenjacima) nalik. Valarski nije povezan s ostalim jezicima Međuzemlja. Vilenjaci su zapamtili samo nekoliko riječi (uglavnom osobnih imena).
Valarski je bio stran ušima vilenjaka, ponekad do točke iskrene neugode. Malo ih je ikada upoznalo jezik, samo prilagođavajući neke riječi svom kvenjskom jeziku. Valari su poznavali kvenjski i upotrebljavali su pri komunikaciji s vilenjacima ili među sobom, ako su vilenjaci bili nazočni. Izgleda da je valarski imao dugačke riječi; primjerice, valarska riječ za Telperion, Ibrîniðilpathânezel, duga je osam slogova. Jezik je istovremeno imao neobično velik broj posebnih fonema (zvukova). Vanyari su preuzeli više riječi u svoje nariječje Vanyarin Tarquesta nego Noldori jer su živjeli bliže Valarima. Neka vilenjačka imena Valara, kao Manwë, Ulmo, i Oromë, prilagođene su posuđenice njihovih imena na valarskom.
Prema Lhammasu, obitelj valarskih jezika podijeljena je na sljedeće jezike: Oromëan, Aulëan i Melkian. U ovom radu svi vilenjački jezici proizašli su iz Oromëova jezika, dok su Patuljci govorili jezikom koji je razvio Vala Aule, a jezik orka za njih je izmislio Vala Melkor.

## Usporedba s Eldila C. S. Lewisa
Eldila u Svemirskoj trilogiji C. S. Lewisa trpi određenu sličnost s valarima.  Tolkien i Lewis redovito su kritizirali radove jedan drugom, a Lewis je znao za valare prije nego što je napisao Out of the Silent Planet, prvu knjigu Svemirske trilogije.  I valari i Eldila na određen način pokušavaju racionalizirati kršćanske slike bogova; ni jedni se ne nazivaju "bogovima" radije slugama jedinoga pravoga Boga — Ilúvatara u prvom, Maleldila u drugom slučaju.  Oba uzimaju tjelesno obličje kako bi bili vidljivi zemaljskim očima, ali se razlikuju u mnogim pojedinostima. Eldila teže bliskoj podudarnosti s klasičnim bogovima te uglavnom odgovaraju tradicionalnom podudaranju bogova s planetama.  Vlari prebivaju na Zemlji dok je svaki Eldil odgovoran za jednu planetu, a čini se da i prebiva na njoj samoj.

## Poveznice
- Valaquenta
- Quenta Silmarillion

## Vanjske poveznice
- (engl.) Tolkien Gateway Valar
- (engl.) Enciklopedija Arde članak o Valarima